# Wolfgang Stock

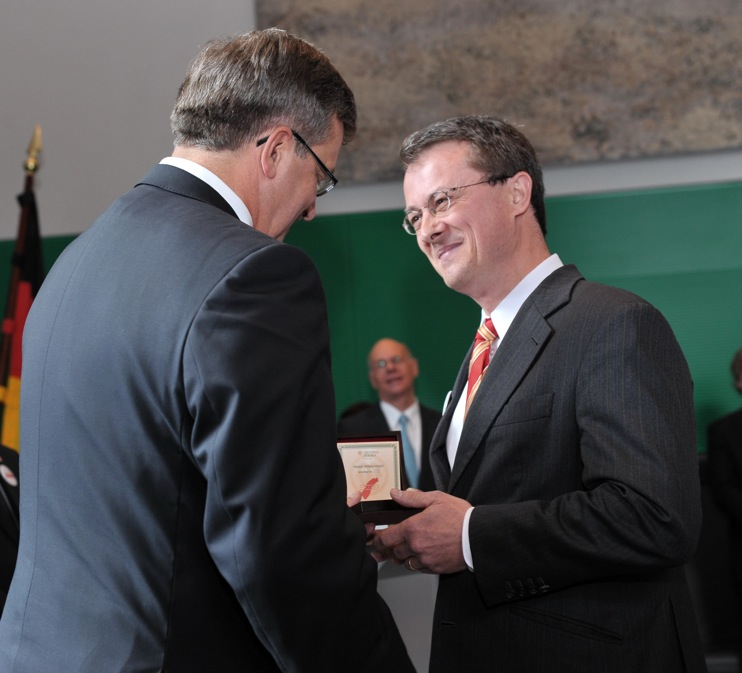
Wolfgang Rudolf Stock et Bronisław Komorowski en 2010

Wolfgang Rudolf Stock (né le 5 juillet 1959 à Hanovre) est un journaliste allemand, essayiste, professeur et consultant pour la communication d'entreprise. Maître de conférences à l'université européenne Viadrina à Francfort-sur-l'Oder.
Médaille de la Solidarité du Centre européen.

## Publications
- Wolfgang Stock, Helmut Müller-Embergs, Heike Schmoll: Das Fanal: Das Opfer des Pfarrers Brusewitz Evangelische Kirche und die evangelische Kirche. Ullstein, Frankfurt / Main und Berlin, 1993,  (ISBN 3548366163)
- Wolfgang Stock, Kai Diekmann, Ulrich Reitz: Roman Herzog: Der Neue Bundespräsident Le Gespräch. Lübbe Verlag, Bergisch Gladbach, 1994,  (ISBN 340461299X)
- Wolfgang Stock, Kai Diekmann, Ulrich Reitz: Rita Süssmuth im Gespräch. Lübbe Verlag, Bergisch Gladbach, 1994,  (ISBN 3404613279)
- Wolfgang Stock: "Gedenken und Informieren" Die Selbstverbrennung von Pfarrer Oskar Brüsewitz, 18. August 1996 Ursachen, Hintergründe und Folgen. Schulverwaltungs- und Kulturamt, Zeitz (1998),  (ISBN 3313113133)
- Wolfgang Stock, Jürgen Aretz: Die vergessenen Opfer der DDR. Lübbe Verlag, Bergisch Gladbach, 1997,  (ISBN 340460444X)
- Wolfgang Stock: Angela Merkel: Eine politische Biographie. Olzog-Verlag, Munich 2000,  (ISBN 3789280380) (1989-2000); Neuauflage 2005,  (ISBN 3-7892-8168-9) (1989-2005)